# Північна країна (фільм)
«Північна країна» (англ. North Country) — американська феміністична драма 2005 року режисерки Нікі Каро про боротьбу шахтарки з сексуальними домаганнями та сексизмом на роботі. Сценарій Майкла Зайцмана навіяний книгою 2002 року «Колективний позов» (Class Action: The Story of Lois Jenson and the Landmark Case That Changed Sexual Harassment Law) Клари Бінгем і Лори Ліді Генслер (Laura Leedy Gansler), яка описувала першу в історії групову судову справу про сексуальні домагання, відому як «Справи Луїс Е. Дженсон проти компанії Евлет Таконіт».

## Сюжет
У 1989 році Джозі Еймс, молода мати двох дітей, утікає від чоловіка, який б'є її, і повертається до батьків у Міннесоті. Їй важко знайти добре оплачувану роботу, тому за наполяганням товаришки Глорії вона влаштовується на роботу в шахті. Проте там Джозі, як і інші жінки-шахтарки, стикається зі сексуальними домаганнями та знущаннями чоловіків, які вважають, що жінкам не місце на шахті. Джозі та її подруги переживають наругу, наклепи, відверті знущання, брутальність і побої. І всі переконані, що їхня доля — мовчки терпіти. Лише Джозі вважає, що потрібно боротися. Межа перейдена, коли Джозі повалили на землю і майже зґвалтували. Вона знайшла адвоката, який погоджується представляти її у суді.

## Ролі виконують

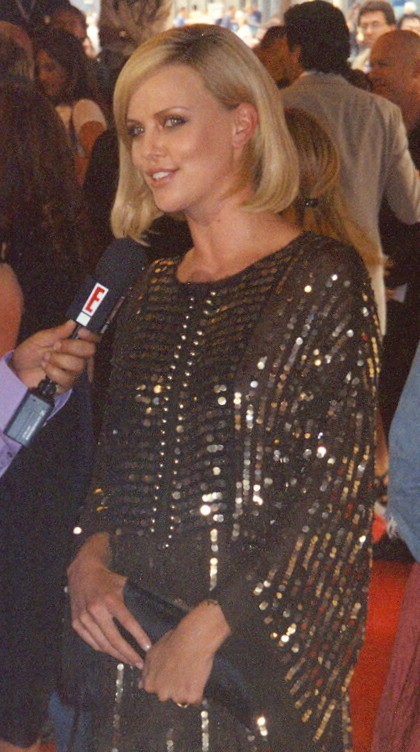
Шарліз Терон. 2005

- Шарліз Терон — Джозі Еймс
  - Ембер Герд — юна Джозі Еймс
- Френсіс Макдорманд — Глорія Додж
- Шон Бін — Кайл Додж
- Річард Дженкінс — Генк Еймс
- Джеремі Реннер — Боббі Шарп
- Мішель Монаган — Шеррі
- Вуді Гаррельсон — Біл Вайт
- Сіссі Спейсек — Еліс Еймс
- Томас Кертіс — Сем
- Ксандер Берклі — Ерлін Павіч
- Корі Столл — Ріккі Сеннетт
- Бред Вільям Генке — Латтаванскі

## Навколо фільму
- Для подолання проблеми домашнього насильства та насильства проти жінок на робочому місці, фундація Сколла могла підтримати проєкти громадських організацій, що працюють у сфері правозахисту, але натомість обрала зйомки фільму «Північна країна». Зйомки завершилися на момент розгляду Конгресом США «Закону про насильство проти жінок». Хоча фільм не став комерційно успішним, його показ на Капітолійському пагорбі, що супроводжувався зустрічами громадських активістів з конгресменами та одночасною адвокатською кампанією, сприяв прийняттю цього важливого законопроєкту.[1]
- Сценарист Майкл Зайтцман не хотів, щоб переслідування чи жорстокість у фільмі були вигаданими. «Якщо це трапляється на екрані, то це мало трапитися з кимось у реальному житті».
- Режисерка фільму Нікі Каро прилетіла з Нової Зеландії до Нью-Джерсі, щоб зустрітися з Бобом Діланом та обговорити фільм. Ділан написав для фільму пісню «Скажи Біллові» (Tell Ol' Bill).[2]

## Пісні з фільму
- North Country — аргентинський композитор Густаво Сантаолалья
- Girl from the North Country — американський співак Боб Ділан
- Tell Ol' Bill — американський співак Боб Ділан
- Werewolves of London — американський рок-музикант Ворен Зівон[en]
- Bette Davis Eyes — американська співачка Кім Карнс
- If I Said You Had a Beautiful Body (Would You Hold It Against Me) — дует братів Белламі[en]
- Lay Lady Lay — американський співак Боб Ділан
- A Saturday in My Classroom — аргентинський композитор Густаво Сантаолалья
- Paths of Victory — американська співачка «Cat Power» (Шарлін Марі Маршал)

## Нагороди
- 2005 Нагорода Голлівудська кінопремія:
  - найкраща акторка року — Шарліз Терон
- 2005 Нагорода Міжнародного кінофестивалю у Чикаго:
  - Приз глядацьких симпатій за найкращий фільм — Нікі Каро
- 2005 Премія Товариства кінокритиків Лас-Вегасу[fr]:
  - за найкращу жіночу роль другого плану — Френсіс Макдорманд
- 2005 Нагорода Асоціації жінок кінокритиків (Women Film Critics Circle[en] Awards):
  - найкраща акторка — Шарліз Терон
  - найкращий жіночий персонаж в кіно — Шарліз Терон, Френсіс Макдорманд, Сіссі Спейсек
- 2005 Нагорода Асоціації афро-американських кінокритиків (African-American Film Critics Association Awards 2005[en], AAFCA):
  - 10-е місце у списку «10 найкращих фільмів»

## Подібні фільми
- «Серпіко» (1973)
- «Норма Рей»[en] (1979)
- Сілквуд (1983)
- Ерін Брокович (2000)
- «Зроблено в Дагенгам»[en] (2010)